# Отель Крийон
«Отель Крийо́н» (реже отель де Крийон; фр. hôtel de Crillon) — парижский дворец, пятизвёздочная гостиница класса люкс на площади Согласия (8-й округ). 
Ансамбль площади состоит из двух величественных симметричных зданий (вторая, восточная постройка — Дворец Морского министерства), начавших строиться в 1758 году по проекту королевского архитектора Жак-Анжа Габриэля. С 1900 года является историко-архитектурным памятником. 
В качестве гостиницы «Отель Крийон» открылся в 1909 году. С 2010 года принадлежит саудовской королевской династии; с декабря 2013 года гостиницей управляет компания Rosewood Hotels and Resorts, L.L.C..

### Вручение Премии Фемина
С 1904 года по инициативе сотрудниц женского журнала «Счастливая жизнь» в отеле Крийон вручается национальная французская литературная Премия Фемина (фр. Prix Femina). «Премия Фемина» является альтернативой исключительно «мужской» Гонкуровской премии. В жюри входят только женщины. Премия присуждается ежегодно в первую среду ноября. Наряду с Гонкуровской премией, а также премиями Ренодо и Медичи, входит в число наиболее престижных литературных наград Франции

## Основные даты
- 1748 — два архитектурных конкурса на создание новой Королевской площади в честь правящего Людовика XV (правил 1715—1774) с конной статуей из бронзы, оба неудачные, несмотря на многочисленность участников. Приказ первому королевскому архитектору Жак-Анжу Габриелю (1698—1782) спланировать площадь, взяв за основу самые лучшие поступившие эскизы.
- 1755 — утверждён план Габриеля с двумя симметрично поставленными королевскими дворцами, разделёнными Королевской улицей (рю Руаяль) на северной стороне площади. Западный дворец планировался как королевский Монетный двор (Hôtel de la Monnaie).
- 1770 — принято решение устроить Монетный двор в более удобном месте на набережной Конти. Поэтому земля, скрытая за фасадом дворца (так называемый «фасад Габриеля»), была разделена на четыре части, на которых возвели частные владения:
  - дом номер 4 по Королевской улице (hôtel de Coislin) — для королевский фаворитки, маркизы Мари Анн де Куален (фр. Hôtel de Coislin; 1770, арх. Жак-Анж Габриель);
  - дом номер 6 — для королевского секретаря Rouillé de l’Estang (арх. Депру);
  - дом номер 8 — для самого архитектора Депру;
  - дом номер 10 (hôtel d’Aumont; будущий «Отель Крийон») — возведён архитектором Луи-Франсуа Труаром.
- 1778 — 6 февраля в отеле д’Омон подписан «Американо-французский договор», в котором Франция впервые и раньше других стран признала существование Соединенных Штатов Америки.
- 1788 — отель д’Омон приобрёл Франсуа Феликс де Крийон (1748—1820), который сам поселился там в 1814 году.
- 1904 — умерла последняя владелица дома Крийона, герцогиня де Полиньяк. С 1904 года в доме вручается ежегодная национальная французская литературная Премия Фемина за лучшее произведение, написанное женщиной.
- 1907 — дом Крийона приобретён гостиничным бизнесом.
- 1909 — 11 марта открыт люксовый отель.
- 1919 — с февраля по апрель в гостинице, под руководством президента Вильсона, вырабатывался пакт Лиги Наций, регулировавший отношения членов Лиги. Пакт был одним из документов Парижской мирной конференции (18 января 1919 — 21 января 1920) после окончания Первой мировой войны. Работавшая над пактом группа называлась «комиссией отеля Крийон».